# Hirschkäfer
Der Hirschkäfer (Lucanus cervus, von lateinisch lucanus ‚Waldbewohner‘ und cervus ‚Hirsch‘) ist ein Käfer aus der Familie der Schröter (Lucanidae). Er gehört zu den größten und auffälligsten Käfern in Europa. Seinen Namen erhielt der Hirschkäfer aufgrund der bei den Männchen geweihartig vergrößerten Mandibeln (Oberkiefer).
Der Hirschkäfer wird auch als Schröter, Hornschröter, Feuerschröter, früher in Süddeutschland auch Donnergugi oder Donnergueg bezeichnet. Der Name Donnergugi geht auf den Beinamen Donar des Gottes Thor zurück. Andere deuten den Namen, ähnlich wie Feuerschröter, nach dem alten Volksglauben, Hirschkäfer würden glühende Kohlen tragen oder Blitze anziehen und wären so für Brände im Haus verantwortlich. Die Art war bereits im Römischen Reich bekannt: Die Larven wurden als Delikatesse gegessen, die männlichen „Geweihe“ als Amulett getragen.
Der Hirschkäfer war das Insekt des Jahres 2012.

## Merkmale

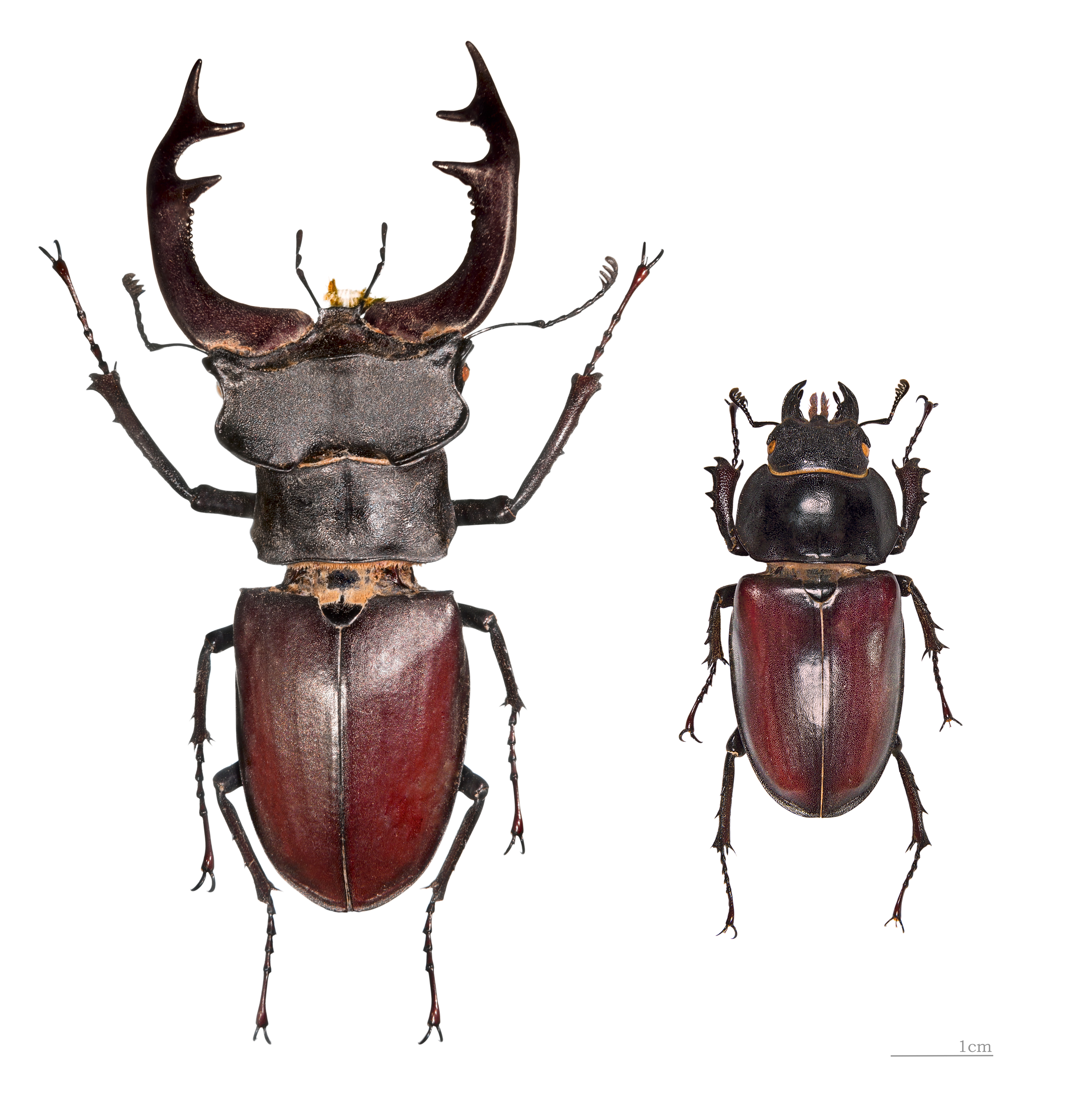
Vergleich: Männchen und Weibchen

Hirschkäfer sind die größten europäischen Käfer. Die männlichen Käfer werden meist deutlich größer als die weiblichen, jedoch gibt es vor allem bei den Männchen große Schwankungen. Männchen werden etwa 3,5 bis 8 Zentimeter lang, die Weibchen etwa 3 bis 5 Zentimeter. Sie haben beide eine schwarzbraune Grundfärbung, die Deckflügel sind braunrot gefärbt. Weibchen und Männchen tragen, wie auch andere Arten der Gattung Lucanus, auf der Vorderseite ihrer Vorderschenkel leuchtend gelbe Flecken, die durch zahlreiche, dicht benachbarte Härchen gebildet werden, wie sie auch an den Grenzen zwischen den Körperabschnitten festzustellen sind.
Besonders auffällig an den Männchen ist das „Geweih“. Dabei handelt es sich um die massiv vergrößerten Mandibeln (Oberkiefer), die bei den Männchen braunrot schimmern. Sie können bei besonders großen Exemplaren fast die halbe Körperlänge ausmachen. Die Weibchen haben einen schmaleren Kopf und schwach entwickelte Oberkiefer.
Gelegentlich kann die forma capreolus, auch Hungermännchen genannt, beobachtet werden, bei der die Männchen sehr klein sind und, ebenso wie die Weibchen, kein „Geweih“ tragen. Dies geschieht in Zeiten schlechter Ernährung.

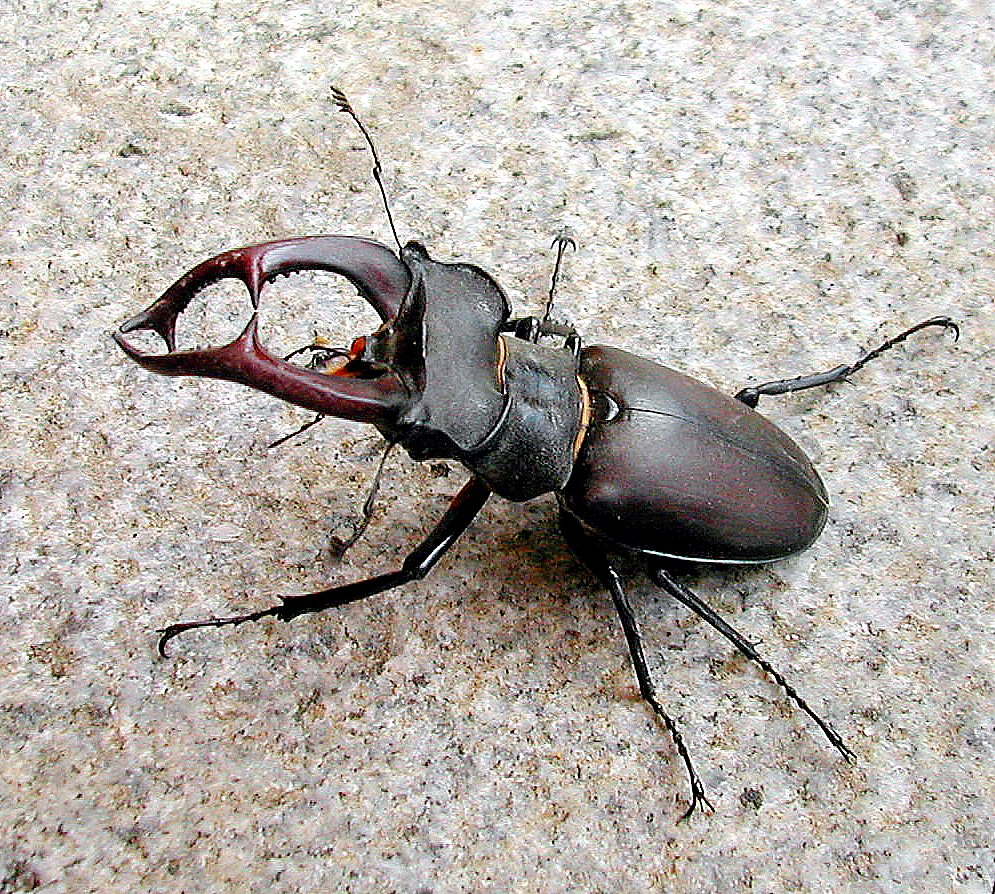
Männchen
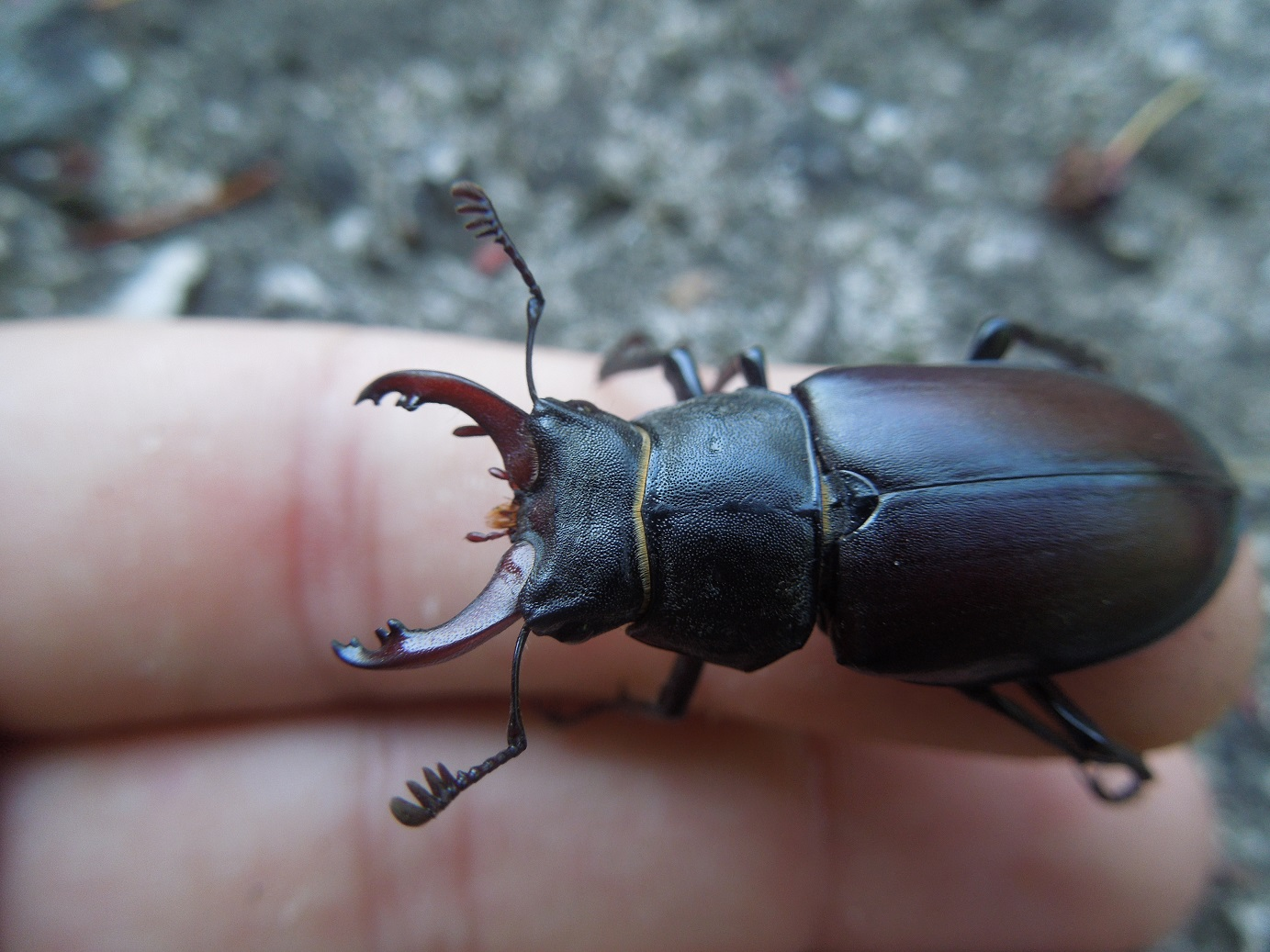
„Hungermännchen“ mit kleinerem „Geweih“
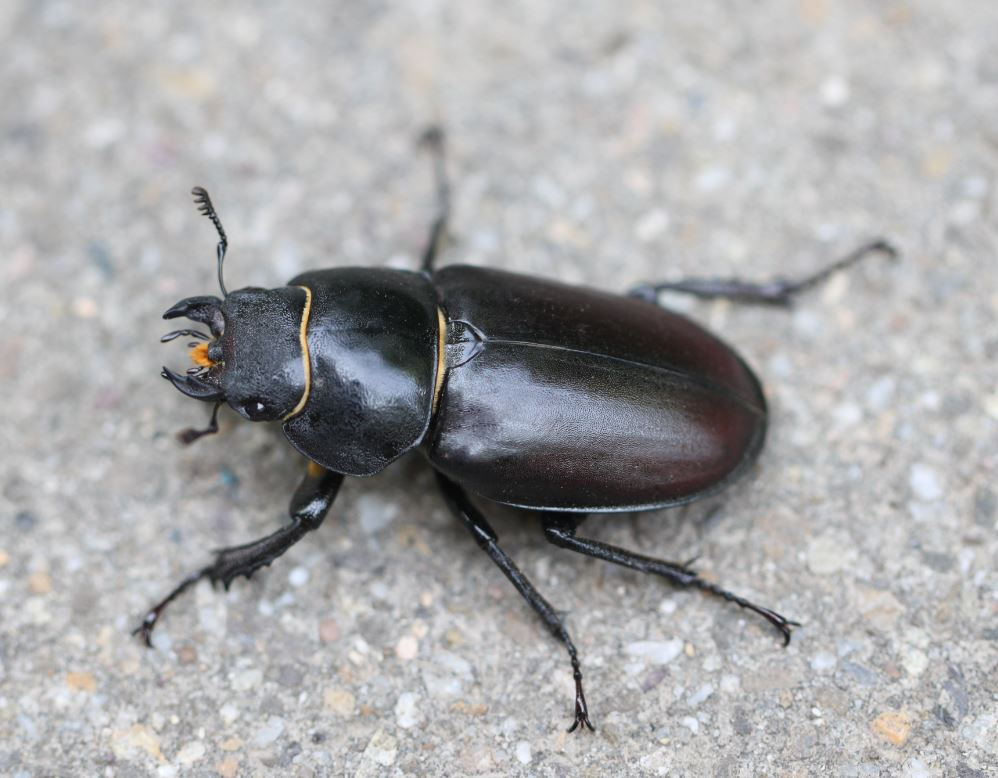
Weibchen

## Vorkommen

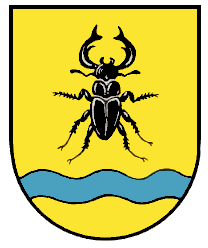
Wappen von Schrollbach/Landkr. Kaiserslautern

Die Käfer kommen in Süd-, Mittel- und Westeuropa, nördlich bis in den Süden Schwedens vor. Lokal findet man sie auch in England, Kleinasien und östlich bis nach Syrien. Sie leben in warmen, lichten (Eichen)-Wäldern, an besonnten Waldrändern, in unterschiedlichen Offenlandbereichen wie z. B. Obstwiesen, sowie in Gärten, Parks und Alleen unserer Dörfer und Städte. Hirschkäfer sind erfolgreiche Kulturfolger. Die Hauptflugzeit liegt in den letzten Jahren in Deutschland zwischen Mitte Mai und Ende Juni.

## Lebensweise

### Lebenserwartung

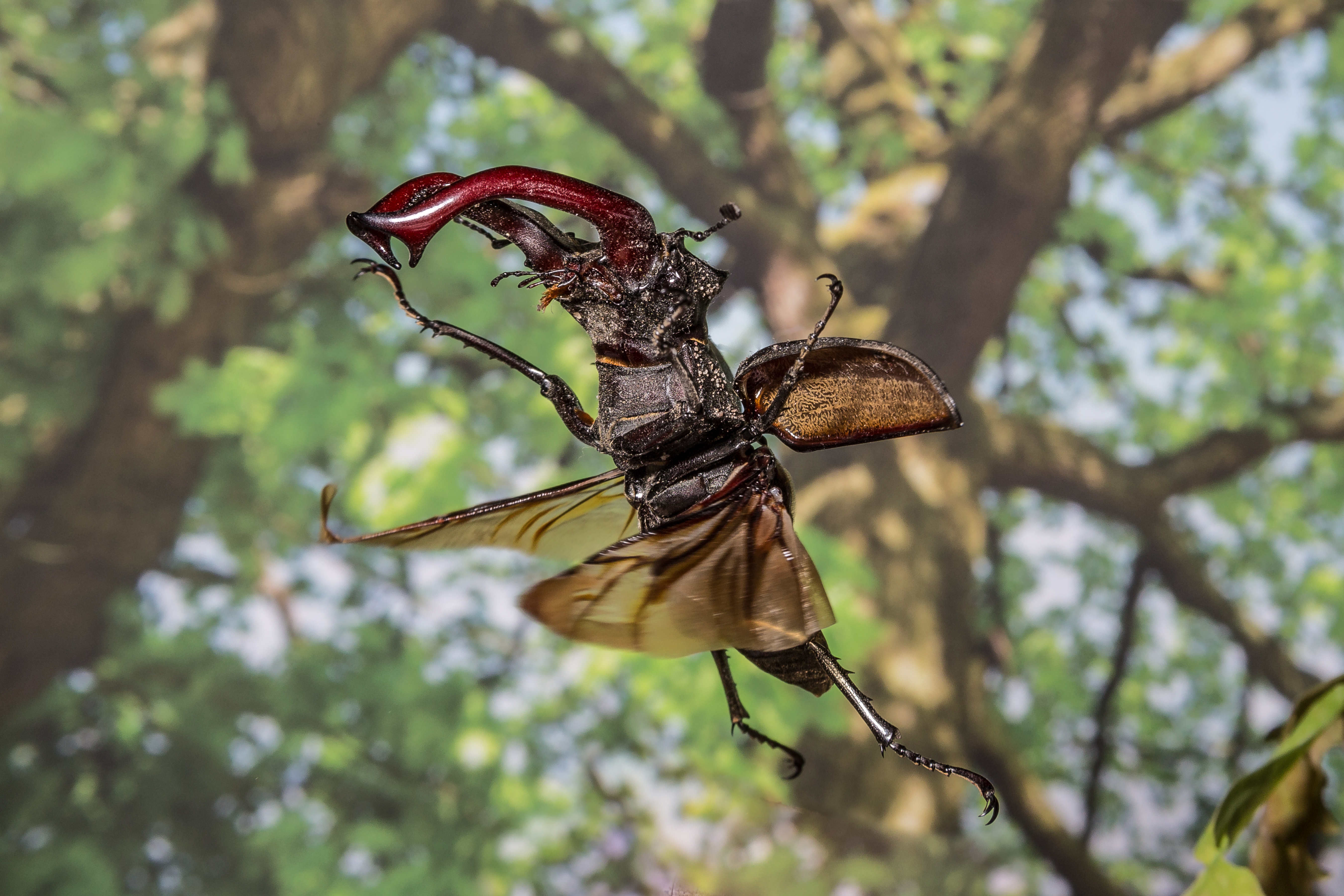
Männchen im Flug

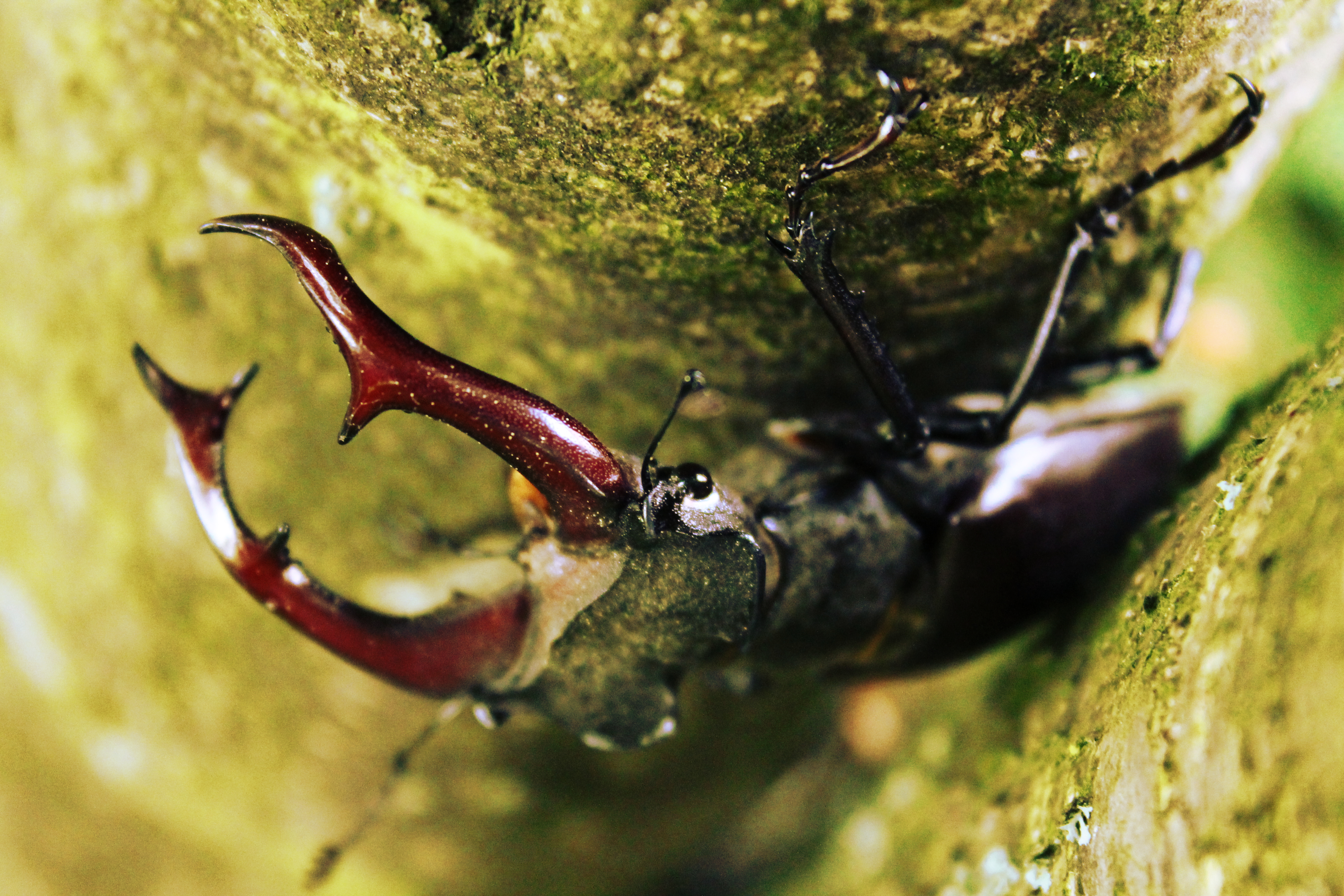
Nahaufnahme eines Hirschkäfer-Männchens mit gut sichtbarem rechten Komplexauge

Hirschkäfer sind beim ersten Verlassen der Erde bereits in ihrem 3. bis 8. Lebensjahr. Die Lebenserwartung nach dem Schlupf der Käfer beträgt bei den Männchen nur wenige Wochen, auch die letzten Weibchen versterben im Spätsommer. Vor allem die Männchen unterliegen einem starken Prädatorendruck.

### Bewegung und Ernährung
Hirschkäfer können fliegen und schwärmen besonders in der Dämmerung.
Das Männchen kann mit seinen Mandibeln kräftig zupacken, z. B. schmerzhaft in einen Finger; die Weibchen können mit ihren deutlich kleineren Mandibeln noch kräftiger zubeißen. Die Männchen können ihr „Geweih“ jedoch nicht zur Nahrungsaufnahme beziehungsweise zum Beißen und Kauen verwenden, sie saugen und lecken lediglich Pflanzensäfte. Die Weibchen helfen ihnen meist dabei, an Nahrung zu gelangen, indem sie mit ihren dafür gut geeigneten Mandibeln Wunden an der Rinde von Laubbaumzweigen vergrößern, an denen sie dann auch selbst lecken.

### Paarung

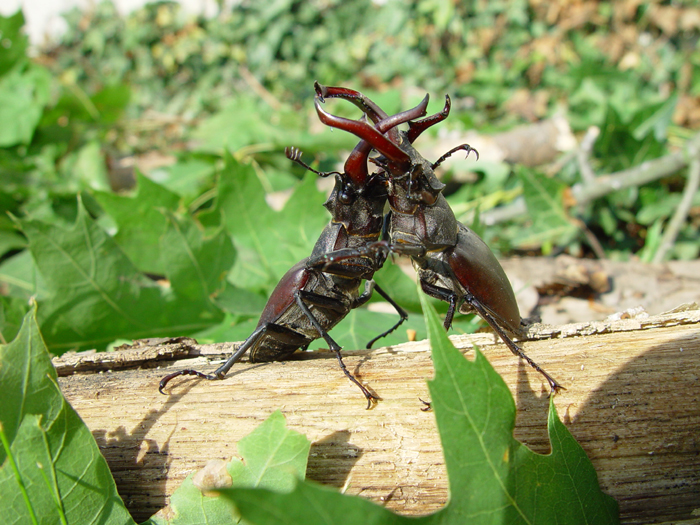
Zwei kämpfende Männchen

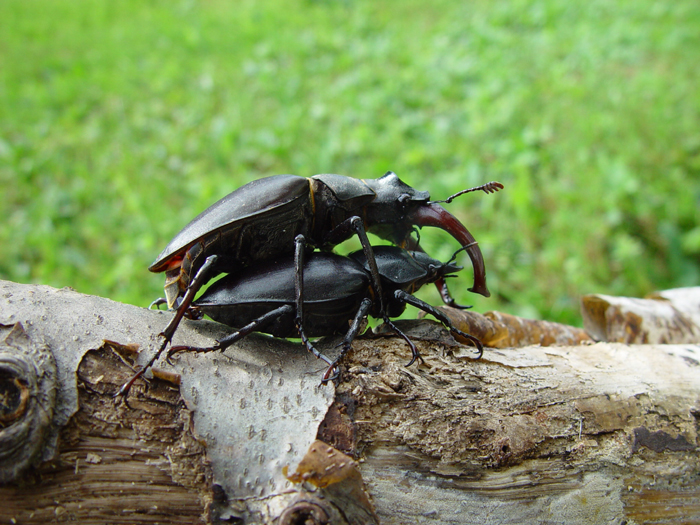
Paarung

Die Weibchen locken ihre Partner mit Hilfe von Sexuallockstoffen (Pheromonen) an. Treffen zwei Männchen aufeinander, versuchen sie, den Gegner mit Hilfe ihrer langen Mandibeln auf den Rücken zu werfen oder vom Ast zu hebeln. Nur der Gewinner eines solchen Kommentkampfes hat die Möglichkeit, sich mit dem Weibchen zu paaren.

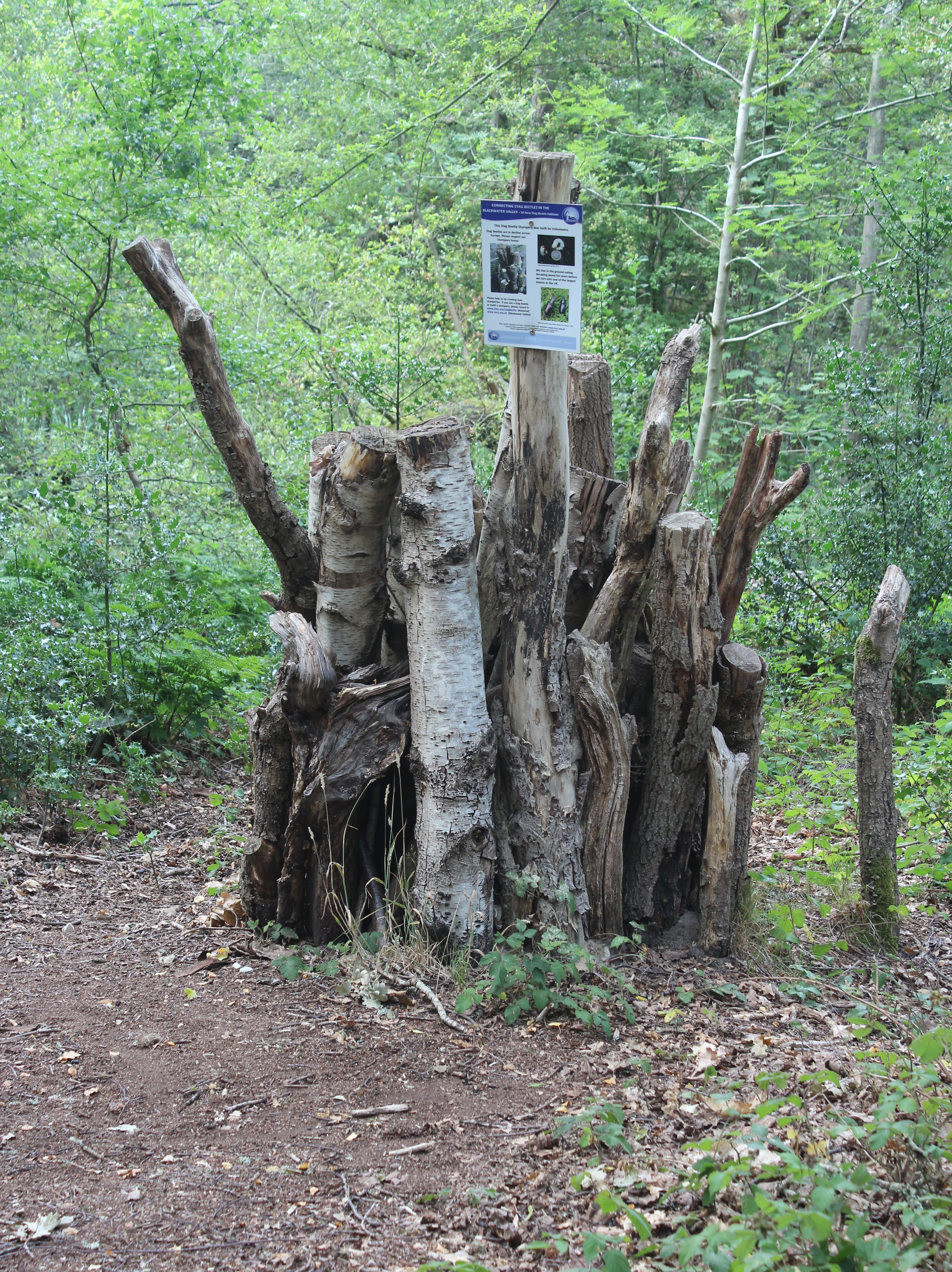
Eine Käferburg in Südengland, die dem Hirschkäfer einen künstlichen Lebensraum bietet

### Entwicklung der Larve
Nach der Paarung legt das Weibchen etwa 20 Eier bis zu 75 Zentimeter tief in den Boden an die Wurzeln von toten oder kranken Bäumen. Die Larven entwickeln sich in den Wurzeln, Stämmen und Stümpfen, brauchen jedoch durch Pilzbefall zermürbtes Totholz, insbesondere von Eichen. Selten werden auch andere Laubbäume wie etwa Linden, Buchen, Ulmen, Pappeln, Eschen, Weiden oder Obstbäume ausgewählt.
Die cremefarbenen engerlingsartigen Larven benötigen je nach Qualität des pilzmürben Holzes meist drei bis fünf, manchmal auch bis zu acht Jahre für ihre Entwicklung und werden bis zur letzten Häutung oft über 11 Zentimeter lang. Sie haben eine stark chitinisierte, hellbraune Kopfkapsel und kräftige Mandibeln. Sie verpuppen sich in einer faustgroßen Kammer, etwa 20 Zentimeter tief im Erdboden.

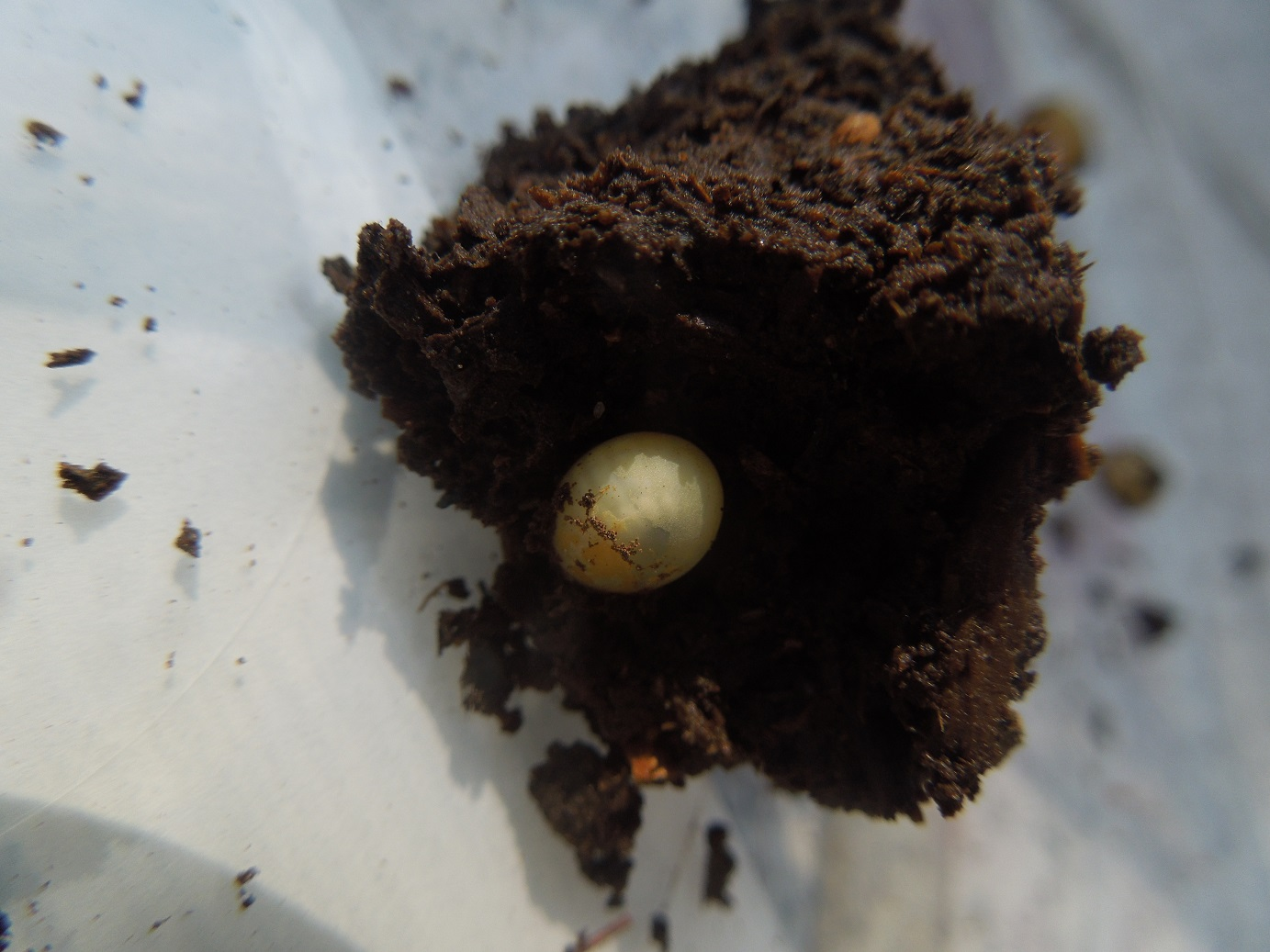
Ei des Hirschkäfers
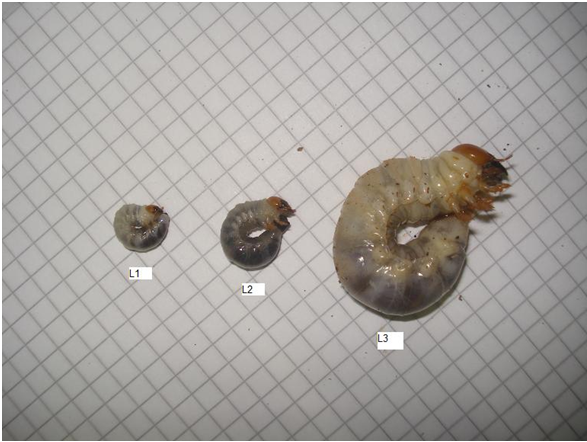
Die drei Larvenstadien des Hirschkäfers
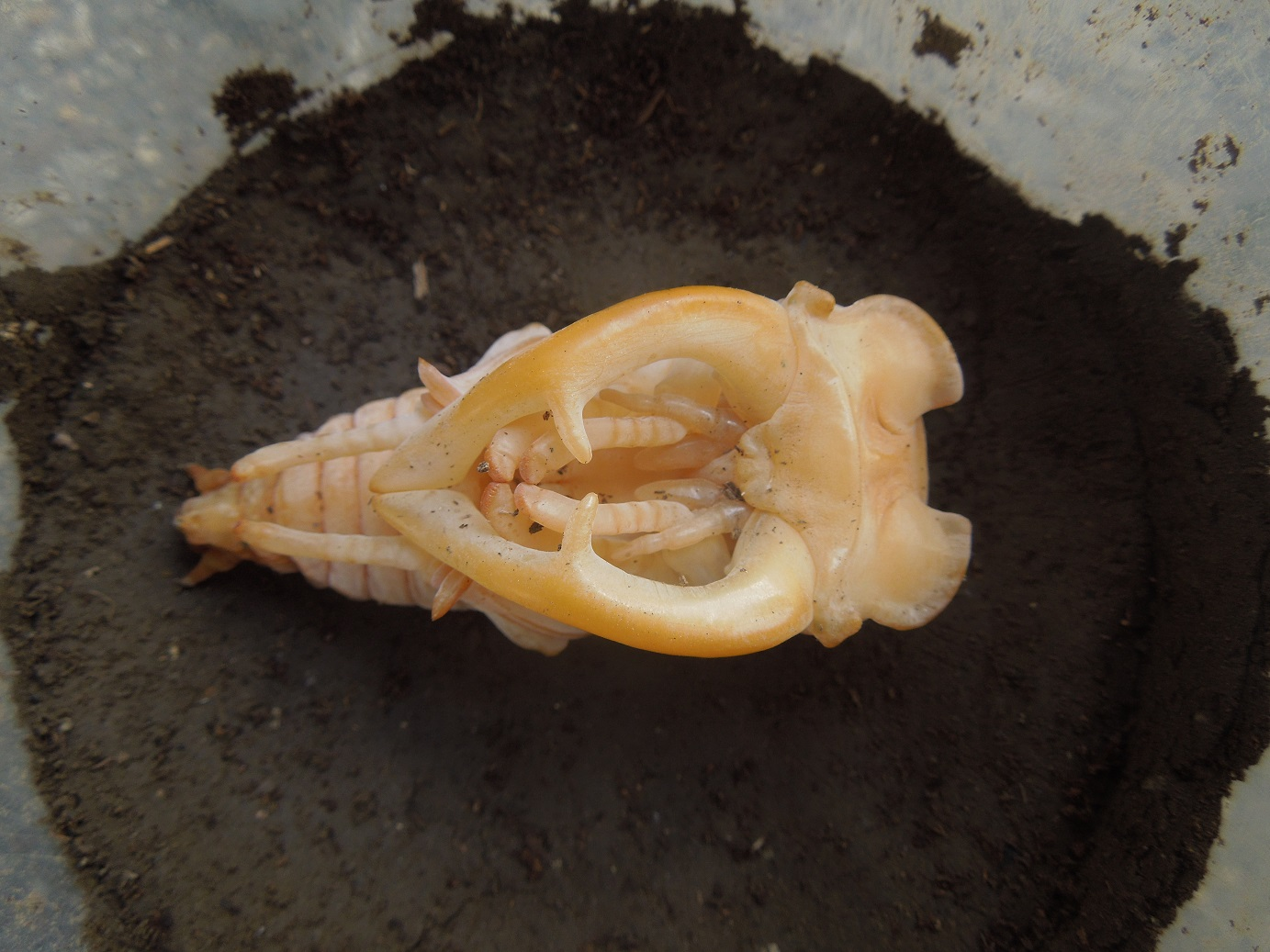
Männliche Puppe in aufgeschnittener Puppenkammer

## Systematik
Der Hirschkäfer wurde 1758 von Carl von Linné als Scarabaeus cervus erstbeschrieben. 1763 führte Giovanni Antonio Scopoli die Gattung Lucanus ein, deren Typusart Lucanus cervus ist. Die Benennung wurde von Scopoli nicht begründet, über eine Ableitung von lucus (lateinisch Hain, Wald) oder von der historischen Landschaft Lukanien, wo die männlichen Mandibeln als Amulett getragen worden sein sollen, wird spekuliert. Die Gattung Lucanus umfasst insgesamt ungefähr 90 Arten mit Verbreitung von Europa bis Ostasien. Innerhalb der Gattung gehört die Art zur Untergattung Lucanus s. str. (s. str. steht für lateinisch sensu stricto d. h. "im engeren Sinne"). Außer dem Hirschkäfer leben in Europa noch drei andere Arten der Gattung: Lucanus ibericus (Motschulsky, 1845) in Albanien, Griechenland, der Türkei und Ukraine, Lucanus tetraodon (Thunberg, 1806) in Frankreich, Italien, Albanien und Griechenland und (aus der zweiten Untergattung Pseudolucanus Hope & Westwood, 1845) Lucanus barbarossa (Fabricius, 1801) in Spanien und Portugal. In der westlichen Paläarktis kommen darüber hinaus noch drei weitere Arten vor: Lucanus (Lucanus) orientalis Kraatz, 1860, Lucanus (Pseudolucanus) busignyi Planet, 1909 und Lucanus (Pseudolucanus) macrophyllus Kraatz, 1860, alle in der Türkei.
Innerhalb der Art werden folgende Unterarten unterschieden, wobei die Unterscheidung teilweise umstritten ist:
- Lucanus cervus cervus (Linnaeus, 1758). in ganz Europa verbreitet, außerdem in der Türkei (Kleinasien) und in Kasachstan. Formen mit fünfgliedriger Fühlerkeule werden teilweise als forma pentaphyllus unterschieden.
- Lucanus cervus akbesianus Planet, 1896. Fühlerkeule mit sechs Lamellen, Männchen mit sehr großen, weit geöffneten Mandibeln. Türkei (im Süden), Syrien, Libanon.
- Lucanus cervus turcicus Sturm, 1843. Fühlerkeule mit sechs Lamellen, Männchen mit Mandibeln vergleichbar der typischen Unterart. Griechenland, Bulgarien, Rumänien, europäische Türkei, Libanon. Wird von einigen Systematikern als synonym zu Lucanus cervus cervus betrachtet.
- Lucanus cervus judaicus Planet, 1902. Fühlerkeule mit vier Lamellen, rotbraun gefärbt. Türkei, Syrien und Israel.
- Lucanus cervus laticornis Deyrolle, 1864. Fühlerkeule mit sechs großen Lamellen, Mandibeln des Männchen mit zusätzlichen Zähnchen. Endemit der Türkei. Wird von einigen Systematikern als eigenständige Art angesehen.
- Lucanus cervus fabiani Mulsant & Godart, 1855. Endemit Südfrankreichs. Wird von einigen Systematikern als Varietät der typischen Unterart angesehen oder nicht von dieser unterschieden.

## Gefährdung
Der Hirschkäfer ist in der Roten Liste Deutschlands als „stark gefährdet“ (Kategorie 2) geführt. In der europäischen Fauna-Flora-Habitat-Richtlinie ist er im Anhang II gelistet. Dies bedeutet, dass die nationalen Behörden aufgefordert sind, zum Schutz der Art besondere Schutzgebiete im Rahmen des Netzes Natura 2000 einzurichten. Ein individueller Schutz aller Vorkommen (wie bei den Arten des Anhangs IV) ist damit nicht verbunden.
Sein Bestand hatte in Mittel- und Südeuropa stark abgenommen. Dies lag aber nicht etwa, wie häufig behauptet, an seiner Beliebtheit für Sammler, sondern an dem Verlust geeigneter Lebensräume, insbesondere von geeigneten Bruthabitaten. Der rasche Landschaftswandel im letzten Jahrhundert durch die Aufgabe lichtbringender Waldnutzungsformen wie Mittelwälder, Hutewälder oder Niederwälder sowie flächige Nadelholzanpflanzungen ließen viele Wälder dunkler werden. Gleichzeitig dehnte sich der urban-landwirtschaftliche Bereich aus. Durch Baulanderschließung für Häuser, Industrieansiedlungen, Straßenbauten sowie Intensivierung und Ausweitung der Landwirtschaft gingen Streuobstwiesen, Grünflächen mit Baumbestand und Wälder – meist zusammen mit vollständiger Stockrodung – verloren. Erst in den letzten Jahren wird er wieder häufiger gesehen. Er nutzt weiterhin die ihm von Menschen angebotenen Baumstümpfe, nun anscheinend häufiger in unmittelbarer Nähe des Menschen in Gärten, Alleen und Parks der Dörfer und Städte. Der Schutz des abgestorbenen Baumstumpfes ist dort für die Hirschkäfer oft von existentieller Bedeutung, und dieser Schutz wird ihm oft verwehrt. Notwendige Saftstellen dagegen können die Käfer fliegend aufsuchen.
Da für den Bau der Werft für den Airbus A380 am Flughafen Frankfurt Waldflächen benötigt wurden, in denen auch größere Hirschkäferpopulationen lebten, wurden für den Hirschkäfer Ausgleichsflächen ausgewählt, in denen sich die Larven weiterentwickeln sollen. Dazu wurden im Jahre 2005 etwa 50 Baumstümpfe, in denen Larven vermutet wurden, ausgegraben und an anderen Stellen in der Nähe des Flughafens wieder eingesetzt. Wegen der langen Entwicklungszeit der Larven zog sich die Erfolgskontrolle über fünf Jahre hin. Als Stichprobe wurden zehn Baumstümpfe ausgewählt, die mit Zäunen vor Wildschweinen und in der Schlüpfzeit zusätzlich mit Netzen vor Vögeln geschützt wurden. Die Auszählungen in den Jahren 2006 bis 2010 ergaben, dass in jedem Jahr Käfer aus mehreren Baumstümpfen schlüpften. Nur aus einem der zehn Baumstümpfe schlüpften keine Käfer. Die Umsetzungsaktion wurde deshalb als erfolgreich bewertet.

## Mögliche Schutzmaßnahmen

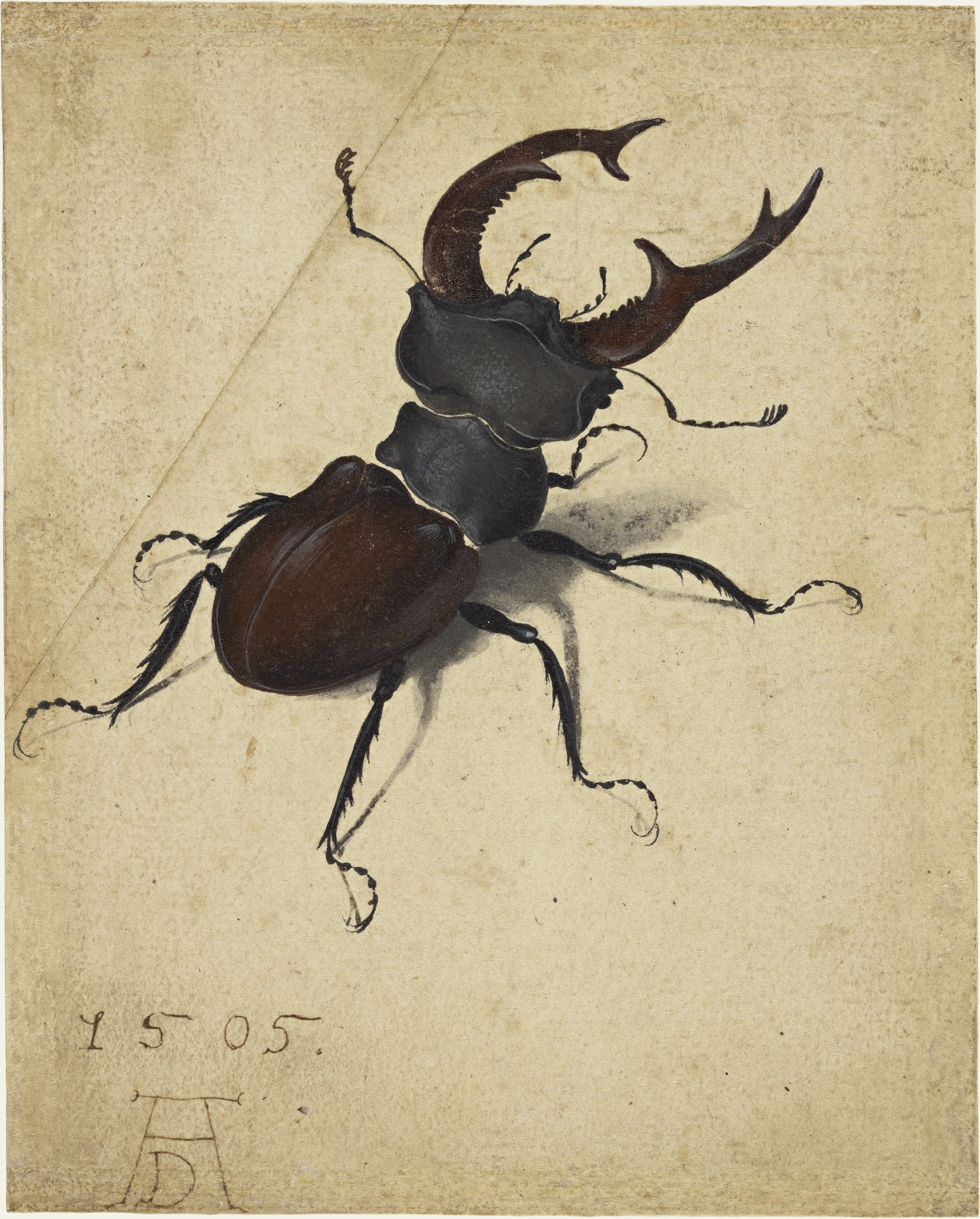
Hirschkäfer. Aquarell von Albrecht Dürer, 1505

Neben dem Erhalt von Baumstümpfen gefällter Laubbäume, kann auch ein künstlicher Käferkeller, auch Käferburg, aus teilweise eingegrabenem Eichenholz angelegt werden. Mit teilzersetztem Totholz kann dieser ebenfalls einen geeigneten Lebensraum für die Käferlarven bieten. Idealerweise wird deshalb Holz verschiedener Verrottungsstufen eingebracht.